# Pinkus Abortion Technician
Pinkus Abortion Technician — 23-й студийный альбом американской рок-группы Melvins, выпущенный 20 апреля 2018 года на лейбле Ipecac Recordings.

## Об альбоме
В качестве приглашённых музыкантов в записи участвовали басист из Redd Kross Стивен Шейн МакДональд (бас-партии в песне "Embrace the Rub"), а также басист из Butthole Surfers Джефф Пинкус, написавший 4 из 5 оригинальных песен альбома. Название пластинки - отсылка к альбому Locust Abortion Technician группы Butthole Surfers.

## Критика
| Совокупная оценка    | Совокупная оценка |
| Источник             | Оценка            |
| -------------------- | ----------------- |
| Metacritic           | 69/100            |
| Оценки критиков      |                   |
| Источник             | Оценка            |
| AllMusic             | [ 2 ]             |
| Crack Magazine       | 6/10              |
| Exclaim!             | 7/10              |
| The Line of Best Fit | 7/10              |
| Metal Hammer         | [ 6 ]             |
| MetalSucks           | [ 7 ]             |
| MusicOMH             | [ 8 ]             |
| Punknews.org         | [ 9 ]             |

Альбом получил преимущественно положительные оценки критиков. Агрегатор Metacritic, выводяший среднюю оценку по 100-балльной шкале от рецензий крупнейших музыкальных изданий, насчитал 65 баллов по итогам 15 рецензий.
Журнал AllMusic отметил, что, несмотря на участие в записи сразу двух басистов, в альбоме не наблюдается новых стилистических ходов Melvins. Тем не менее, группа в XXI веке стабильно выпускает качественные релизы и Pinkus Abortion Technician - не исключение. Издание отметило мощное звучание, изобретательность. Melvins демонстрируют способности к мелодичной музыке, что наблюдается в кавере на песню The Beatles «I Want to Hold Your Hand».
В Crack Magazine альбом назвали самым грув-ориентированным за последнее время, не в последнюю очередь за счёт участия Джеффа Пинкуса.

## Список композиций
| №  | Название                                          | Длительность |
| -- | ------------------------------------------------- | ------------ |
| 1. | «Stop Moving to Florida»                          | 5:20         |
| 2. | «Embrace the Rub»                                 | 1:40         |
| 3. | «Don't Forget to Breathe»                         | 7:53         |
| 4. | «Flamboyant Duck»                                 | 5:46         |
| 5. | «Break Bread»                                     | 2:34         |
| 6. | «I Want to Hold Your Hand (кавер на The Beatles)» | 4:06         |
| 7. | «Prenup Butter»                                   | 4:38         |
| 8. | «Graveyard»                                       | 5:06         |

### Участники группы
- Базз Осборн — гитара, вокал
- Дейл Кровер — ударные
- Джефф Пинкус — басс
- Пол Лири — гитара